# رضوان التاغي
رضوان تاغي (مواليد 20 ديسمبر 1977 في تطوان)، هو بارون مخدرات هولندي من أصول مغربية والزعيم الحالي لمنظمة موكرو مافيا الإجرامية. أصبح المشتبه به الرئيسي في عدة هجمات وجرائم قتل واختطاف لها علاقة بموكرو مافيا. يلقب ودائرته المقربة "بملائكة الموت".
كانت بداية التاغي في تجارة الحشيش من مسقط رأسه في مدينة بني سلمان ضواحي شفشاون أحد أشهر مناطق قبائل جبالة التي تشتهر بزراعة القنب الهندي. حتى اعتقاله في أواخر عام 2019 في دبي، كان رضوان تاغي أكثر المجرمين المطلوبين في هولندا حيث حطم الرقم القياسي بمكافأة قدرها 100.000 يورو. قدرت الشرطة أن ثلث نسبة تهريب الكوكاين في أوروبا يمر عبر منظمته.
اعتبارًا من عام 2022، تم احتجازه في سجن فوسيفيلد الجديده المشدد الحراسة في بلدية فوخت والمشتبه به الرئيسي في محاكمة مارينغو.

## اتهامات
تشمل جرائم القتل العددية ابرزها الأمر بقتل رضوان ب. (شقيق شاهد نبيل ب.) ومحامي نبيل ب. وديرك ويرسوم والمستشار السري لنبيل ب، ومراسل الجرائم الدولية بيتر ر. دي فريس .  والثاني اعتبر اعتداء على النظام القانوني الهولندي والأخير اعتداء على حرية الصحافة.   تشمل أيضا اغتيالات خارج التراب الهولندي مثل اغتيال سكارفص في ماربيا
تم كشف الوثائق التي أصدرتها إدارة مكافحة المخدرات بالولايات المتحدة (DEA)، وتم إرسالها إلى الشرطة الهولندية، ما بدا أنه كارتل مخدرات كبير برئاسة رضوان تاغي، ورافاييل إمبريال (تاجر المخدرات والأسلحة في كامورا)، ودانييل كيناهان (رئيس العصابة الأيرلندية الشهير) وإيدن غانين (مهرب مخدرات بوسني). لوحظت المجموعة من قبل إدارة مكافحة المخدرات وهي تعقد اجتماعات في فندق برج العرب في دبي، حيث تتمركز قاعدة الكارتل المزعوم. عُقِدَت الاجتماعات في عام 2017، لكنها وصلت فقط إلى وسائل الإعلام الهولندية في أكتوبر 2019.
تعتبر إدارة مكافحة المخدرات أن هذا هو واحد من أكبر خمسين كارتلات مخدرات في العالم، مع احتكار فعلي للكوكايين البيروفي، ويسيطر على حوالي ثلث إجمالي تجارة الكوكايين الأوروبية. وفقًا لوثائق إدارة مكافحة المخدرات، يتم شحن الأدوية جميعها إلى موانئ هولندا.    و عرف على رضوان التاغي علاقته بأحد أكبر كارتيلات المخدرات بأفريقيا المعروف بكارتيل طنجة الذي عملت لصالح رضوان التاغي لفترة طويلة في جلب الكوكايين من أفريقيا إلى شمال المغرب ثم إلى أوروبا من أبرز زعماء هدا الكارتل كان طارق طنجاوي وفكري أملاح كما عرف على رضوان التاغي علاقته برئيس دولة السورينام.
تمكن تاغي من الإفلات من القبض عليه من خلال تغيير مظهره باستمرار واستخدام جوازات سفر وتأشيرات مزورة.  اعتقل في دبي في 16 ديسمبر 2019. بما أن هولندا ليس لديها معاهدة تسليم المجرمين مع الإمارات العربية المتحدة، فقد تم ترحيل تاغي بعد ثلاثة أيام من اعتقاله ؛ بناءً على إعلان الحكومة أنه شخص غير مرغوب فيه ، لأنه دخل الإمارات بهوية مزورة. وهو محتجز في Nieuw Vosseveld في Vught . المحاكمة مستمرة حاليا في قاعة المحكمة شديدة الحراسة، De Bunker .   تم الحقيق مع رضوان التاغي من طرف ضباط شرطة مغاربة وإماراتيين و تم تسلمه إلى هولندا حكم على رضوان التاغي بالسجن المؤبد.